# Sonic Free Riders
Sonic Free Riders är ett racingspel som endast finns till konsolen Xbox 360. Spelet släpptes 4 november 2010 i Nordamerika, 10 november 2010 i Europa och 20 november 2010 i Japan.

## Lag och figurer som förekommer i spelet
Team Heroes
- Sonic the Hedgehog
- Miles "Tails" Prower
- Knuckles the Echidna

Team Babylon
- Jet the Hawk
- Wave the Swallow
- Storm the Albatross

Team Rose
- Amy Rose
- Cream the Rabbit
- Vector the Crocodile

Team Dark
- Shadow the Hedgehog
- Rouge the Bat
- E-10000B

Övriga figurer
- Avatar
- Super Sonic
- Silver the Hedgehog
- Blaze the Cat
- Metal Sonic
- Dr. Eggman

## Kritik
Spelet har fått blandad kritik. IGN och Official Xbox Magazine gav spelet 7,5/10 medan GameTrailers gav spelet 4,5/10 och Joystiq 1/5.